# 聂鑫森
聂鑫森（1948年6月19日—），男，祖籍江西新干，生于湖南湘潭。中国作家。

## 生平
1948年6月19日生于湖南省湘潭市。父亲为中医。祖籍江西省新干县三湖村。曾先后在平政小学、豫章小学、湘潭市四中读书。中学时曾在《湘潭日报》发表《锄草》等散文。毕业后因家境困顿，于1965年10月到株洲市木材厂当刀具钳工。1978年10月调任至《株洲日报》工作，历任副刊编辑、部主任、编委，主任编辑。湖南省作协第三、四届理事，第五届副主席，兼任株洲市文联副主席，炎帝书画院副院长。1982年加入中国作家协会。1984年3月至1988年7月先后毕业于鲁迅文学院作家班和北京大学中文系作家班。
现为湖南省文史研究馆馆员，湖南省作协名誉主席。

## 作品
著有长篇小说《夫人党》、《浪漫人生》、《霜天梅影》、《诗鬼画魂》，诗集《地面和地底的开拓》、《他们脖子上挂着钥匙》，中短篇小说集《太平洋乐队的最后一次演奏》、《爱的和弦与变奏》、《诱惑》、《生死一局》，英文小说集《镖头杨三》，散文随笔集《收藏世界的诱惑》、《优雅的存在》、《阑干拍遍》、《一个作家的读画笔记》、《触摸古建筑》等，文化专著《罗姓》、《陈姓》、《红楼梦性爱解码》等。